# Diédougou (Koutiala)
Pour les articles homonymes, voir Diédougou.
Diédougou est une commune rurale du Mali, chef-lieu d'arrondissement dans le cercle de Konséguéla et la région de Koutiala, elle a pour chef-lieu la localité de Kouwo.

## Villages
La commune s'étend sur 4 localités relevées lors du recensement général de 2009. 
Les villages les plus peuplés sont :
- Kouwo (2 468 habitants)
- Massabala (1 623 habitants)
- Kossourouna (1 045 habitants)

En 2023, la loi 2023-007 attribue à la commune 4 villages, fractions ou quartiers  :
- Kouwo
- Touloumina
- Kossourouna
- Massabala